# Haus der Deutschen Wirtschaft
Das Haus der Deutschen Wirtschaft ist seit 1999 Sitz der drei Spitzenorganisationen der deutschen Wirtschaft, der BDA, des BDI und des DIHK. Das Gebäude befindet sich in Berlin-Mitte in der Breiten Straße 29.

## Geschichte
Die Breite Straße gehört historisch gesehen zur Stadt Cölln, die wiederum im Spätmittelalter zur Doppelstadt Berlin-Cölln zusammenwuchs. Hieraus entstand das heutige Berlin. Am Standort des Bauwerks befand sich im 12. Jahrhundert eine Zollstelle, die von Kaufleuten aufgesucht wurde, wenn sie Waren von hier aus auf der Spree transportieren wollten.
Bis zum 18. Jahrhundert war die Breite Straße ein bevorzugtes Wohngebiet von Adeligen und Staatsbeamten, bis sie von der Prachtstraße Unter den Linden nach und nach abgelöst wurde. Auf dem Grundstück des heutigen Gebäudes gründete 1805 der Bruder des bekannten Gustav Kühn aus Neuruppin, Karl Kühn, eine Druckerei. Diese baute er sukzessive um ein Geschäft, eine Papierhandlung und weitere Räumlichkeiten auf den Grundstücken 24, 26 und 28 aus.

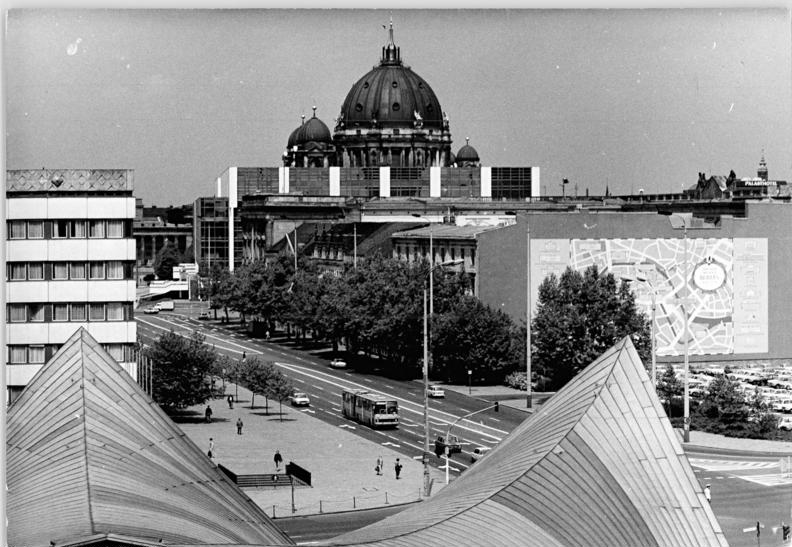
Das Gelände rechts unten im Jahr 1982: ein Parkplatz

Die im Zweiten Weltkrieg beschädigte Bebauung der Breiten Straße fiel in den 1960er Jahren ungeachtet ihres Denkmalwerts der Gestaltung der Berliner Mitte zum Regierungsbezirk der DDR zum Opfer. Verschont blieben lediglich auf der östlichen Straßenseite die Häuser 30–37, der Gebäudekomplex des Alten und Neuen Marstalls. Auf dem Gelände des heutigen Bauwerks erhob sich bis zum Abriss nach 1971 das nur äußerlich verwahrloste, wegen seiner barocken Treppenanlage denkmalgeschützte Haus Nummer 28. Dort hatte sich bis Ende 1965 die Gaststätte „Schlossklause“ befunden. Die abgeräumte Fläche wurde seit den 1970er Jahren als Parkplatz genutzt und gelangte erst nach der Wende wieder ins Blickfeld der Öffentlichkeit.
Zunächst war geplant, dass der DIHK gemeinsam mit dem Eigentümer des Grundstücks, der Berliner Unternehmensgruppe Groth+Graafs, hier ein Gebäude errichtet. Nachdem sich jedoch BDA, BDI und DIHK darauf verständigen, ein gemeinsames Gebäude in Berlin zu beziehen, verzichtete die Unternehmensgruppe auf ihre Pläne. Stattdessen wurde sie als Generalunternehmer mit der Erstellung des Gebäudes beauftragt. Die Bauarbeiten verzögerten sich, da während der Tiefbauarbeiten Reste alter Siedlungsstätten gefunden wurden. Eine Analyse der Holzbalken ergab, dass Berlin älter war, als bislang angenommen. Die Hölzer, mit denen die Hausgrundrisse abgegrenzt waren, wurden um 1171 verarbeitet. Zuvor ging man davon aus, dass die Markgrafenbrüder Johann I. (1220–1266) und Otto III. (1220–1267) den Stadtausbau in diesem Bereich förderten und Cölln entsprechend jüngeren Datums sei.

## Architektur

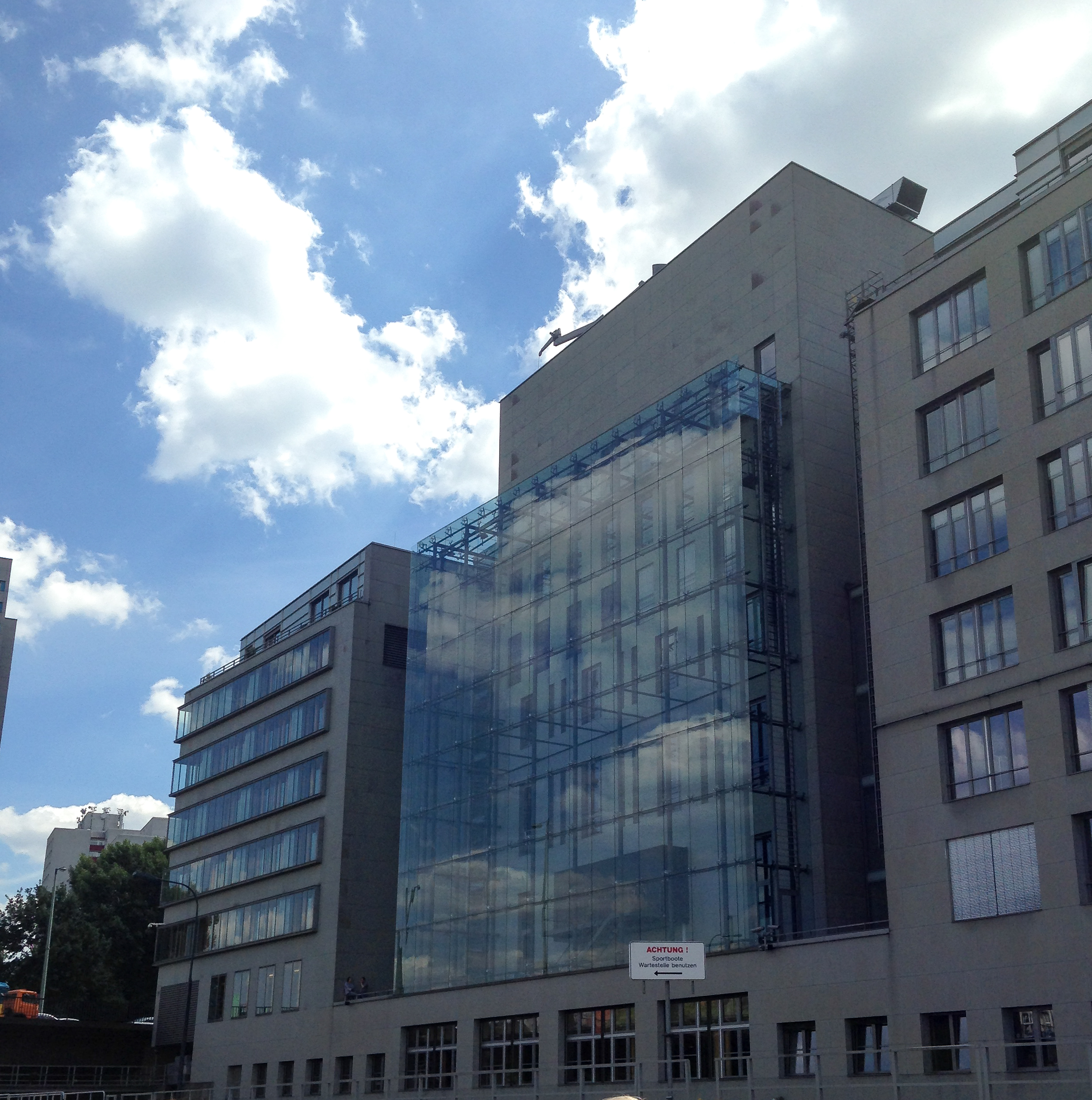
Ansicht von der Spree

Das Haus der Deutschen Wirtschaft hat der Architekt und Professor Peter P. Schweger entworfen. Weitere bekannte Gebäude sind z. B. der Main Tower der Landesbank Hessen-Thüringen oder das Kunstmuseum in Wolfsburg.
Das Gebäude ist eine klassische Berliner Blockrandbebauung, die durch einen 32 m hohen Konferenzturm an der Spree und eine Eingangspassage an der Breiten Straße unterbrochen wird. Es besteht aus sechs Geschossen mit einem darüber liegenden Staffelgeschoss, in dem sich einige Wohnräume befinden.

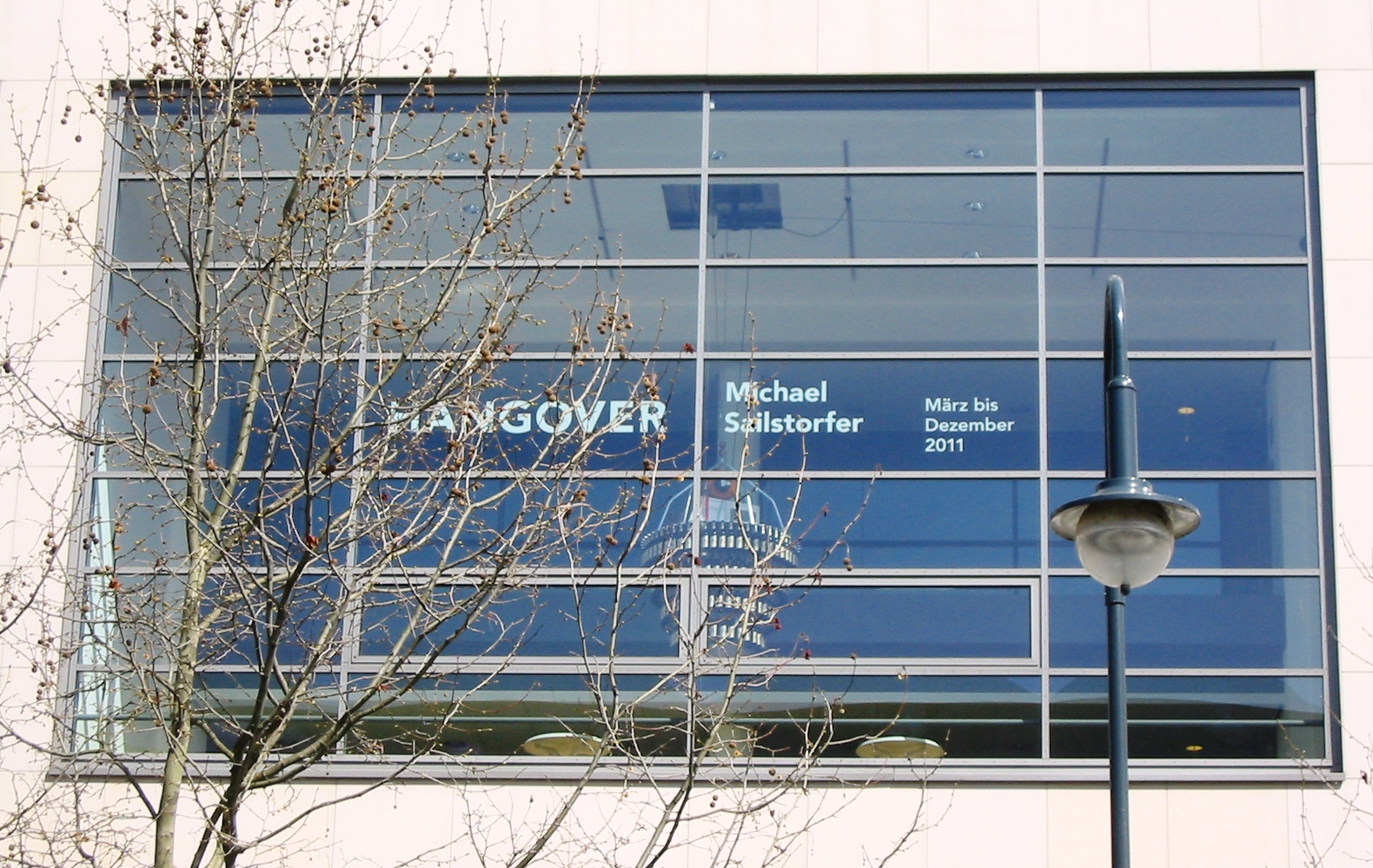
BDI-Kunstfenster

Der Gebäudeteil zwischen Haupteingang und Mühlendamm bis hin zur Spreeseite wurde mit graugrünem Brenna-Sandstein verkleidet. Der Bodenbelag im Atrium besteht aus italienischem Marmor. Die Fassade zwischen der Berliner Stadtbibliothek und Haupteingang besteht aus hellem Rackwitzer Sandstein. Hier befindet sich auch das Kunstfenster des BDI – eine Glasfläche im zweiten und dritten Obergeschoss, durch das Besucher des Gebäudes, aber insbesondere Passanten von außen die dort ausgestellte zeitgenössische Kunst betrachten können. Hier haben bereits Künstler wie Daniel Pflumm, Heidi Specker oder Candida Höfer ausgestellt. Seit März 2011 ist ein Werk von Michael Sailstorfer mit dem Titel „Hangover“ zu sehen. Am 13. Januar 2012 wird das Werk durch die Ausstellung „Cape Coral“ von Astrid Nippoldt ersetzt. Der Innenhof ist durch eine großflächige Glaskonstruktion von Witterungseinflüssen abgeschirmt.
Durch den Einzug von BDA und BDI wurde das Sicherheitskonzept des Gebäudes geändert: Ursprünglich war geplant, den Innenhof zugänglich zu gestalten und über eine öffentliche Promenade an der Spreeseite die Besucher in das Gebäude zu locken. Ein ebenfalls geplanter Anlegesteg wurde durch die Behörden verweigert.
Das Gebäude wurde im Zeitraum von August 1997 bis September 1999 errichtet. Die Grundstücksfläche beträgt 6.585 m², die überbaute Fläche 3.900 m². Die BDA nutzen insgesamt 6.800 m² Bruttogeschossfläche, der BDI 8.000 m² und der DIHK 12.200 m². Insgesamt wurden rund 92 Millionen Euro (180 Millionen DM) investiert.

## Sachbeschädigung
Das Gebäude wird gelegentlich Ziel von politisch motivierten Sachbeschädigungen. So wurden im Juni 2009 insgesamt 14 Scheiben beschädigt. In dieser Zeit hatten Linksextreme zu Protestaktionen aufgerufen. Im April 2010 brachte eine „Linke Gruppierung“ an der Fassade ein Galgenmännchen an.

## Verkehr
Das Haus der Deutschen Wirtschaft ist mit öffentlichen Verkehrsmitteln zu erreichen: An der Kreuzung Mühlendamm bzw. Gertraudenstraße mit der Breiten Straße hält der Metrobus M48 (Zehlendorf, Busseallee – Alexanderplatz) bzw. der Nachtbus N42 (Theodor-Heuss-Platz – Alexanderplatz).
Vor der Berliner Stadtbibliothek (Richtung Hauptbahnhof) bzw. der Fischerinsel (Richtung Ostbahnhof) hält die Buslinie 147 (Hauptbahnhof – Ostbahnhof). An der Fischerinsel halten ebenfalls die Linie 248 (Breitenbachplatz – Ostbahnhof) und die Linie 265 (Stadtmitte – Schöneweide).
In einer Entfernung von einigen hundert Metern Fußweg ist darüber hinaus die U-Bahn-Linie U2 mit dem U-Bahnhof Märkisches Museum bzw. U-Bahnhof Spittelmarkt zu erreichen.